# Az étkezde
Az étkezde (1982) Barry Levinson rendezte film, mely az Avalonnal, a Bádogemberekkel, és a Szabad a szerelem című filmmel együtt az ő „Baltimore-i filmek" sorozatát alkotja. Az étkezde az első film, amelyet Barry Levinson rendezett. Levinson forgatókönyvét Oscar-díjra jelölték.

## Történet
A nők a férfiak szemében gyakran furcsának, félelmetesnek és titokzatosnak tűnnek. Ez különösen igaz volt az ötvenes évek vége felé, amikor a történet játszódik (1959). Hősei fiatalemberek, akik számára egy nő olyan talányt jelent, hogy egy randevú után csak úgy képesek helyreállítani saját lelki egyensúlyukat, ha összegyűlnek a haverokkal egy olyan helyen, ahol terápiásan elfogyaszthatnak néhány sajtburgert, zsíros sült krumplit, elszívhatnak pár szál cigarettát, és hangos vitákat folytathatnak focicsapatokról és zenekarokról. Ilyen hely a filmben szereplő Fells Point étkezde, valahol Baltimore városában. Az itt összegyűlő fiatalemberek barátok, akik egy olyan korban próbálnak meg felnőni, mely máris felnőttként kezeli őket. Nemsokára mindegyikük elindul a saját útján, iskolák, munkahelyek, házasságok irányába. Talán soha többé nem kerülnek ilyen közel egymáshoz. De most még együtt vannak.

## Szereplők
- Steve Guttenberg – Eddie Simmons
- Daniel Stern – Laurence "Shrevie" Shreiber
- Mickey Rourke – Robert "Boogie" Sheftell
- Kevin Bacon – Timothy Fenwick, Jr.
- Timothy Daly – Billy Howard
- Ellen Barkin – Beth
- Paul Reiser – Modell
- Michael Tucker – Bagel
- Kathryn Dowling – Barbara